# Wilhelm Fabry

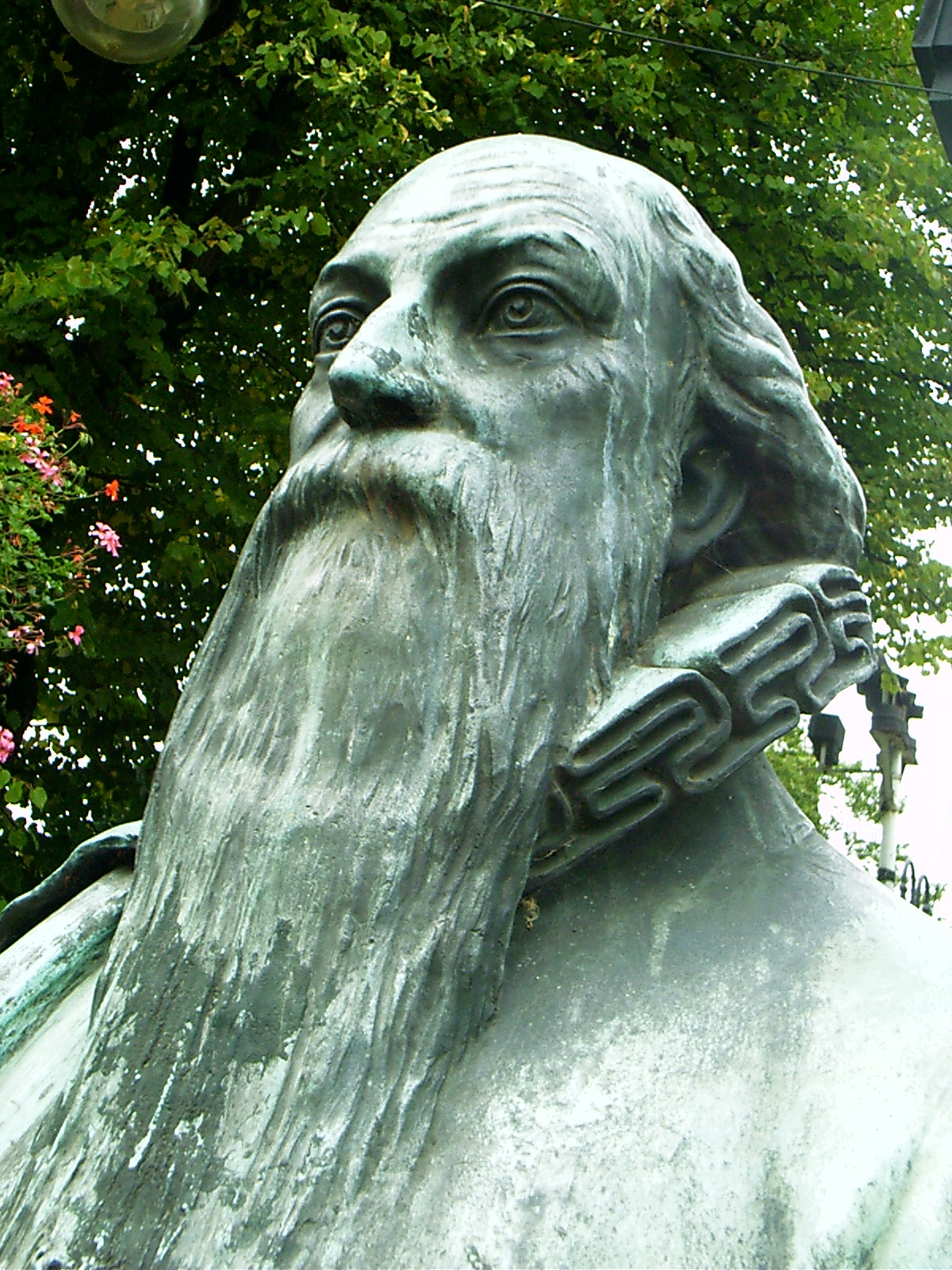
Busto en bronce de Wilhelm Fabry en el mercado de Hilden.

Wilhelm Fabry (también William Fabry, Guilelmus Fabricius Hildanus, o Fabricius von Hilden) (Hilden, Alemania, 25 de junio de 1560, Berna, Suiza, 15 de febrero de 1634), conocido como el "padre de la cirugía alemana", fue el primer cirujano científico alemán. 
En 1579 trabajó como Badergeselle (ayudante de cirujano) en Düsseldorf con el cirujano de la corte Cosmas Slot. Entre 1602 y 1615 fue cirujano en Payerne y Lausana (Suiza). Entre 1615 y 1634 fue cirujano municipal de Berna (Suiza). 
Fabry es uno de los más importantes representantes de la iatromecánica, una idea del siglo XVI que propone la aplicación de la física (más concretamente la mecánica) y la matemática a la medicina. Escribió 20 libros de medicina. Su Observationum et Curationum Chirurgicarum Centuriae, publicado póstumamente en 1641, es la mejor colección de casos del siglo, y proporciona una gran variedad de métodos de cirugía. 
Se casó con Marie Colinet (también Fabry), una comadrona-cirujana suiza que perfeccionó la técnica de la cesárea e inventó un método para extraer metales incrustados en el globo ocular. 
El museo de la ciudad de Hilden lleva hoy su nombre, así como una calle de la ciudad de Berna (Hildanus straße). 